# Рупол
Рупол Андре Чарлс (енгл. RuPaul Andre Charles; Сан Дијего, 17. новембар 1960) амерички је музичар, дрег краљица, телевизијска личност и манекен. Познат је као продуцент, водитељ и члан жирија ријалити-такмичарске емисије Руполова дрег трка. Добитник је бројних награда, укључујући 11 награда Еми за програм у ударном термину, три медијске награде ГЛААД, Телевизијску награду по избору критичара, две Билбордове музичке награде и награду Тони.

## Биографија
Рупол је рођен и одрастао у Сан Дијегу, а касније се преселио у Атланту да студира извођачке уметности. Настанио се у Њујорку, где је постао главна атракција клупске сцене. Рупол је међународну славу стекао као дрег квин са објавом свог дебитантског сингла Supermodel (You Better Work), који је касније објављен и на његовом првом студијском албуму Supermodel of the World (1993). Године 1996. постао је портпарол за MAC Cosmetics, прикупљајући новац за Mac AIDS фонд, чиме је постао први дрег квин који је пласирао козметичку кампању. Те године је добио свој властити ток-шоу на ВХ1, Рупол шоу, који је емитован две сезоне пре него што је почео да одржава јутарњу радио-емисију на WKTU-у са Мишел Висаж. Као музички извођач до сада је снимио 11 албума.
Као глумац, Рупол је наступао у следећим филмовима: Crooklyn (1994), The Brady Bunch Movie (1995), To Wong Foo, Thanks for Everything! Julie Newmar (1995), But I'm a Cheerleader (1999), Hurricane Bianca (2016) и оригиналној Нетфликсовој серији Girlboss (2017). Објавио је и две књиге: Lettin' It All Hang Out (1995) и Workin' It! RuPaul's Guide to Life, Liberty, and the Pursuit of Style (2010). Поред тога, до сада је произведено десет сезона Руполове дрег трке које су инспирисале спин-оф серије попут Руполов дрег ју и Руполова дрег трка: Ол старс. Такође, као водитељ је укључен и у емисије: Skin Wars, Good Work и Gay for Play Game Show Starring RuPaul.
Рупол је запажен међу дрег квиновима и због сопствене равнодушности према роду у ком му се људи обраћају - и „он” и „она” се сматрају прихватљивим, како је наведено у његовој аутобиографији. Такође, Рупол је играо мушкарца у низу улога, а јавно наступа како у дрегу, тако и изван њега.

## Дискографија
Студијски албуми
- (1993)
- (1996)
- (1997)
- (2004)
- (2009)
- (2011)
- (2014)
- (2015)
- (2015)
- (2016)
- (2017)
- (2018)
- (2020)
- (2022)